# فهرست قنات‌های شهرستان کامیاران
جدول زیر براساس آمار وزارت جهاد کشاورزی تهیه شده‌است. فهرست زیر قنات‌های شهرستان کامیاران در استان کردستان را نشان می‌دهد.
| نام قنات   | موقعیت                     | نزدیک‌ترین روستا | طول قنات (متر) | تعداد میله چاه | عمق مادر چاه | دبی (لیتر بر ثانیه) | سطح زیر کشت (هکتار) |
| ---------- | -------------------------- | --------------- | -------------- | -------------- | ------------ | ------------------- | ------------------- |
| الک        | بخش مرکزی شهرستان کامیاران | الک             | ۳۰۰            | ۵              | ۸            | ۳۰                  | ۱۰۰                 |
| امیرآباد   | بخش مرکزی شهرستان کامیاران | امیرآباد        | ۴۰۰            | ۸              | ۰            | ۴۰                  | ۱۱۰                 |
| خامسان     | بخش مرکزی شهرستان کامیاران | خامسان          | ۷۰۰            | ۶              | ۸            | ۰                   | ۱۲۵                 |
| خانم‌آباد   | بخش مرکزی شهرستان کامیاران | خانم‌آباد        | ۲۰۰            | ۵              | ۰            | ۲۵                  | ۱۰۰                 |
| دوازده‌امام | بخش مرکزی شهرستان کامیاران | دوازده‌امام      | ۲۵۰            | ۶              | ۶            | ۴۰                  | ۵                   |
| دوازده‌امام | بخش مرکزی شهرستان کامیاران | دوازده‌امام      | ۷۰۰            | ۱۰             | ۰            | ۲۰                  | ۶۵۰                 |
| علی‌آباد    | بخش مرکزی شهرستان کامیاران | علی‌آباد         | ۱۲۰            | ۶              | ۱۰           | ۴۰                  | ۶                   |
| مارنج      | بخش مرکزی شهرستان کامیاران | مارنج           | ۵۰۰            | ۹              | ۰            | ۲۰                  | ۱۵۰                 |
| مارنج      | بخش مرکزی شهرستان کامیاران | مارنج           | ۱۲۰            | ۷              | ۰            | ۶                   | ۶                   |
| ورمهنگ     | بخش مرکزی شهرستان کامیاران | ورمهنگ          | ۷۵۰            | ۴۰             | ۱۴           | ۸۰                  | ۲۵۰                 |
| کهریز      | بخش مرکزی شهرستان کامیاران | کهریز           | ۴۰۰            | ۷              | ۱۲           | ۳۰                  | ۱۰۰                 |
| کیله گلان  | بخش مرکزی شهرستان کامیاران | کیله گلان       | ۶۰۰            | ۵              | ۴۰           | ۴۰                  | ۹۰                  |
| کیله گلان  | بخش مرکزی شهرستان کامیاران | کیله گلان       | ۳۰۰            | ۷              | ۰            | ۵۰                  | ۱۲۰                 |